# Cupressopathes abies
Cupressopathes abies är en korallart som först beskrevs av Carl von Linné 1758.  Cupressopathes abies ingår i släktet Cupressopathes och familjen Myriopathidae. Inga underarter finns listade i Catalogue of Life.